# 越中中村駅
越中中村駅（えっちゅうなかむらえき）は、富山県滑川市中村にある、富山地方鉄道本線の駅である。駅番号はT21。

## 歴史
- 1935年（昭和10年）12月13日：富山電気鉄道の滑川駅 - 当駅間が開業[1][3][4]、早月駅（はやつきえき）として開業[2]。
- 1936年（昭和11年）6月5日：富山電気鉄道の当駅 - 電鉄魚津駅間が開業[1][3][4]。
- 1943年（昭和18年）1月1日：陸上交通事業調整法による富山県交通大統合で富山地方鉄道が設立[1]、同社の本線の駅となる[3][4]。
- 1950年（昭和25年）3月23日：早月加積駅の開業に伴い、駅名を越中中村駅に改称[2][5]。

## 駅構造
単式ホーム1面1線を有する地上駅で無人駅である。駅舎はなく、簡素な待合室があるだけとなっている。

## 利用状況
近年の1日平均乗降人員は以下の通り。
| 年度   | 1日平均 乗降人員 |
| ------ | ---------------- |
| 2011年 | 7                |
| 2012年 | 8                |
| 2013年 | 9                |
| 2014年 | 8                |
| 2015年 | 8                |
| 2016年 | 8                |
| 2017年 | 11               |
| 2018年 | 8                |

## 駅周辺
すぐ西側をあいの風とやま鉄道線（旧北陸本線）が並行している。駅の南方500メートルには同線の東滑川駅があるが、連絡はしていない。
- 早月川河川敷の水溜り

## その他
- 映画『未来のミライ』に登場する無人駅は当駅をモデルとしている[9][10]。監督の細田守は『旅と鉄道』とのインタビューで、2016年に「タクシーで魚津水族館から一番近い駅へ連れて行ってくれ」と訪れたのが当駅だったと語っている[11]。

## 隣の駅
富山地方鉄道
■本線
■アルペン特急・■急行
通過
■普通
早月加積駅 (T20) - 越中中村駅 (T21) - 西魚津駅 (T22)